# Cvrček hrdina
Cvrček hrdina je kniha pro děti, kterou v roce 1938 napsal a vydal autor JUDr. Václav Kůrka. Ilustroval K. T. Neumann, nakladatel Jan Kobes, Praha.

## Děj
Je jaro, vše kvete a jásá, jen malý cvrček houslista není spokojen. Marně přemýšlí, jak provést nějaký slavný čin, aby jej všichni znali a o něm mluvili. A tu uslyší o zakleté princezně Šípkové Růžence a rozhodne se, že ji vysvobodí. Princezna spí v Růžovém zámku hlídána velikým pavoukem křižákem. Cvrček houslista opustí rodiče a svou hrou na housličky chce princeznu osvobodit. Velikému pavouku se cvrčkova hra zalíbí, a proto jej uvězní na hradě, aby jej obveseloval. Marně tam hledá malý cvrček zakletou princeznu. Šípková Růženka nikde není, ale on sám je uvězněn – snad až do smrti. Avšak broučci jej neopustí. Spojenými silami přemohou křižáka a osvobodí malého cvrčka houslistu. Pokorně se vrací malý cvrček k řádnému životu, vyléčen ze všech dobrodružství.